# Laurel Hester
Laurel Hester (* 15. August 1956 in Elgin, Illinois; † 18. Februar 2006 in Point Pleasant, New Jersey) war eine US-amerikanische Polizistin mit dem letzten Dienstgrad Lieutenant. Die lesbische Beamtin der Polizei von New Jersey wurde bekannt, nachdem sie von ihrem Sterbebett aus forderte, dass auch gleichgeschlechtliche Lebenspartner im Sterbefall Pensionen erhalten sollten.

## Leben
Hester arbeitete 23 Jahre im Bezirk Ocean County als Polizistin, bis sie aufgrund einer schweren Lungenkrebserkrankung aus dem Dienst ausscheiden musste. Der Krebs bildete Metastasen und weitete sich auf ihr Gehirn aus, so dass sie nicht mehr lange zu leben hatte. Hester besaß ein Haus zusammen mit ihrer Lebenspartnerin, die im Falle des Todes keinen Anspruch auf Pensionszahlungen hatte.
Bei zweigeschlechtlichen Paaren ist dies der Fall, für gleichgeschlechtliche Partnerschaften galt das Privileg im Ocean County nicht. Hester appellierte an lokale Instanzen und ging schließlich zur Policemen's Benefit Association, um diese Verordnung zu ändern. Am 9. November 2005 stimmten die fünf republikanischen Bezirksvertreter (Freeholders) gegen diesen Vorschlag. Einer von ihnen, John P. Kelly, argumentierte, die „Heiligkeit der Ehe“ dürfe nicht verletzt werden. Am 23. November protestierten zwischen 100 und 200 Menschen dagegen.
Am 18. Januar 2006 appellierte Hester in einer Videobotschaft aus dem Krankenhausbett an die Bezirksvertreter. Diese hielten am 20. Januar eine Telefonkonferenz mit dem Abgeordneten der Republikanischen Partei des Bezirks. Am 25. Januar gewährten in Abwesenheit John Kellys die anderen vier Bezirksvertreter die Pensionszahlungen an Hesters Partnerin einstimmig. 
Ihr Kampf wurde 2007 in dem Dokumentarfilm Freeheld verfilmt, der am 24. Februar 2008 bei der Oscarverleihung 2008 den Academy Award für den besten Kurzdokumentarfilm erhielt. 2015 erfolgte eine Umsetzung als Spielfilm mit Julianne Moore in der Hauptrolle, welche am 7. April 2016 in die deutschen Kinos kam.